# Silz (Rijnland-Palts)
Silz is een dorp en gemeente (Ortsgemeinde) in de Duitse deelstaat Rijnland-Palts. De gemeente maakt sinds 1972 deel uit van de Verbandsgemeinde Annweiler am Trifels en behoort tot de Landkreis Südliche Weinstraße. Silz ligt in het oosten van het Paltserwoud, meer specifiek in het middelgebergte Wasgau, op zo'n 200 meter boven zeeniveau. Silz telt 737 inwoners. Ten zuidwesten van de dorpskern ligt het Wild- und Wanderpark Südliche Weinstraße, dat jaarlijks zo'n 100.000 bezoekers trekt.

## Geschiedenis
Silz werd, net zoals Münchweiler am Klingbach, gesticht door de Abdij Klingenmünster. Het dorp heette oorspronkelijk Sulzfeld en werd in de 7e of 8e eeuw gesticht, als deel van de vroegmiddeleeuwse ontginning van de streek. 

## Bestuur
De plaats is een Ortsgemeinde en maakt deel uit van de Verbandsgemeinde Annweiler am Trifels.
In de gemeenteraad van Silz heeft de FWG sinds 2014 ononderbroken de meerderheid. Elke Mandery (FWG) is sinds 2019 de rechtstreeks verkozen burgemeester; zij werd in 2024 herverkozen zonder tegenstanders.

## Galerij

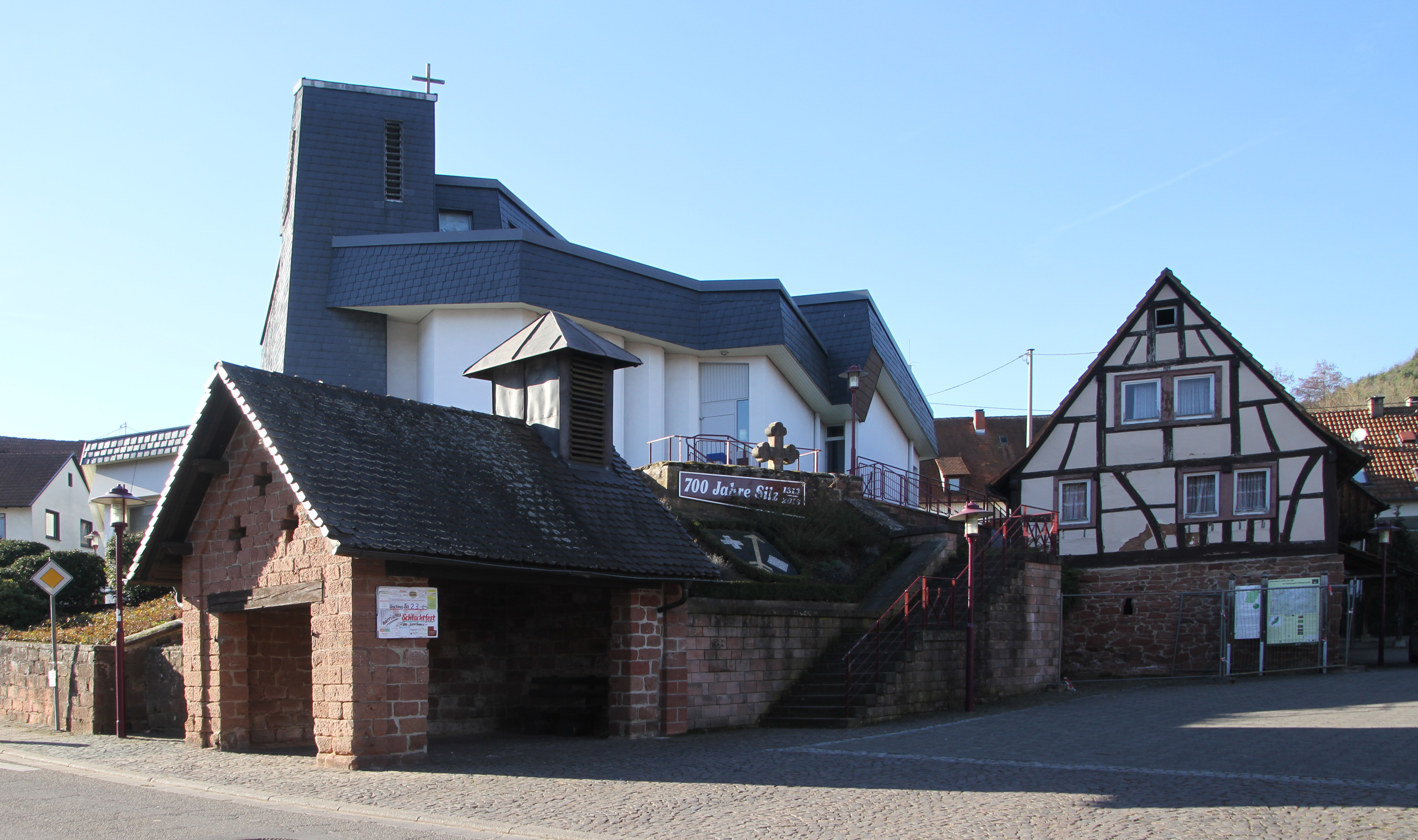
Sint-Sebastiaankerk uit 1980
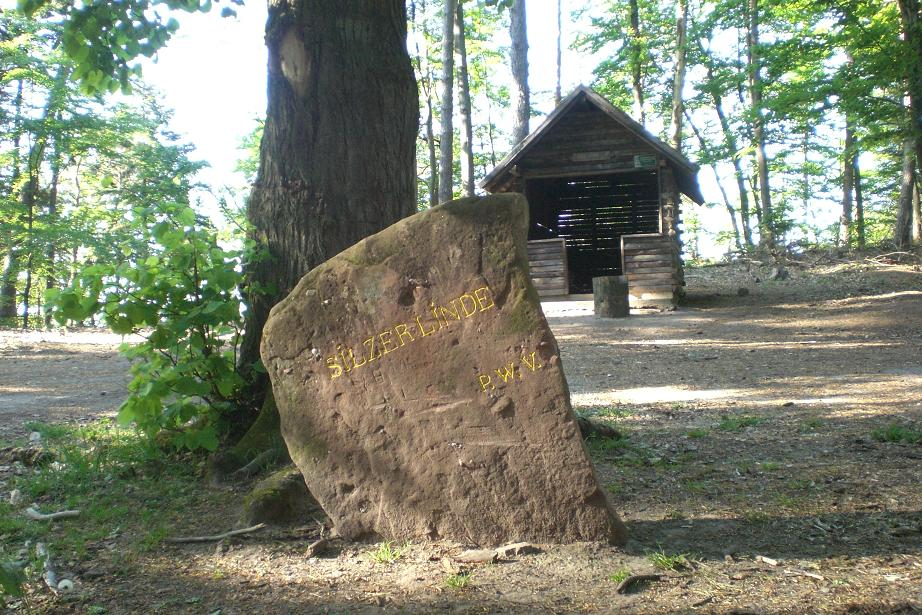
Een Ritterstein aan de 'Silzer Linde'
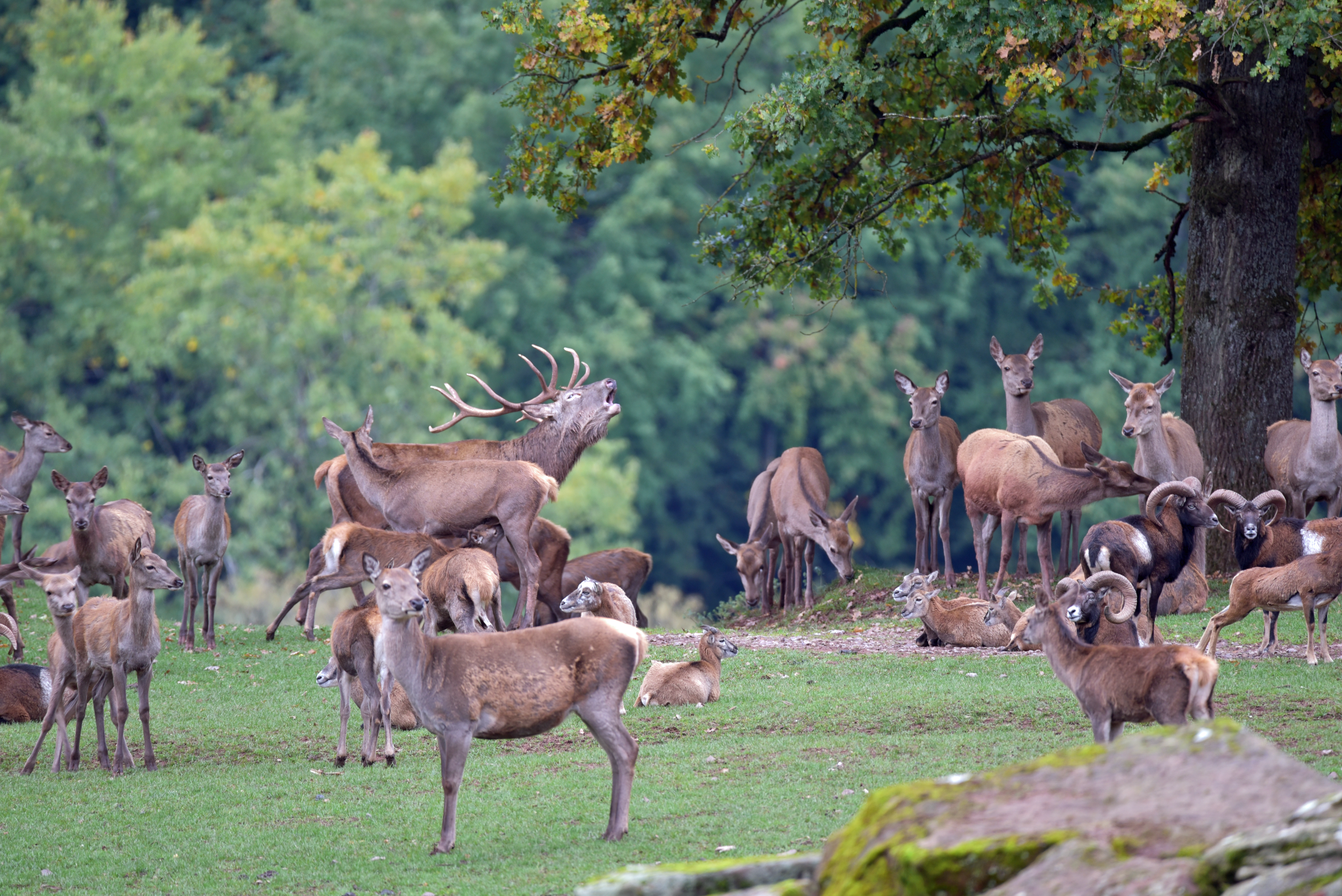
Herten in Wild- und Wanderpark Südliche Weinstraße